# Fernando Amorebieta
Fernando Gabriel Amorebieta Mardaras (* 29. März 1985 in Cantaura) ist ein ehemaliger venezolanisch-spanischer Fußballspieler.

## Karriere

### Vereine
Amorebieta ist in Venezuela geboren und besitzt den spanischen und den venezolanischen Pass. Da seine Eltern beide aus dem Baskenland stammen, er selber im Baskenland aufgewachsen ist und in der Jugend von Athletic Bilbao ausgebildet wurde, durfte er laut der Vereinspolitik für Athletic spielen.
Zur Saison 2013/14 wechselte Amorebieta zum FC Fulham, bei dem er einen Vertrag bis zum 30. Juni 2017 unterschrieb. Im März 2015 wurde er bis zum Saisonende an den FC Middlesbrough verliehen. Zur neuen Spielzeit wurde die Leihe verlängert.

### Nationalmannschaft
Im August 2010 entschied sich Amorebieta, zukünftig für die venezolanische Nationalmannschaft zu spielen. Allerdings kam er wenig später Ratschlägen von Trainer Joaquín Caparrós und Präsident Fernando Macua nach, vorerst kein Nationalspieler von Venezuela zu sein.
Im Oktober 2011 beim 1:0 in der WM-Qualifikation in Puerto La Cruz erzielte Amorebieta per Kopf das Tor zum ersten Sieg gegen Argentinien in der venezolanischen Nationalmannschafts-Historie.